# Fenny Heemskerk
Fenny Heemskerk (Amsterdam, 3 december 1919 – Amersfoort, 8 juni 2007) was een Nederlandse schaakspeelster. Van 1939 tot 1960 was ze onafgebroken de vrouwelijke Nederlandse kampioen. Samen met Ada van der Giessen, Catharina Roodzant en Corry Vreeken behoorde ze tot Nederlandse damesschaaktop in het midden van de twintigste eeuw. In 1950 werd haar door de FIDE de titel Internationaal Meester (IM) toegekend, en in 1977 werd ze Grootmeester bij de vrouwen (WGM).

## Biografie

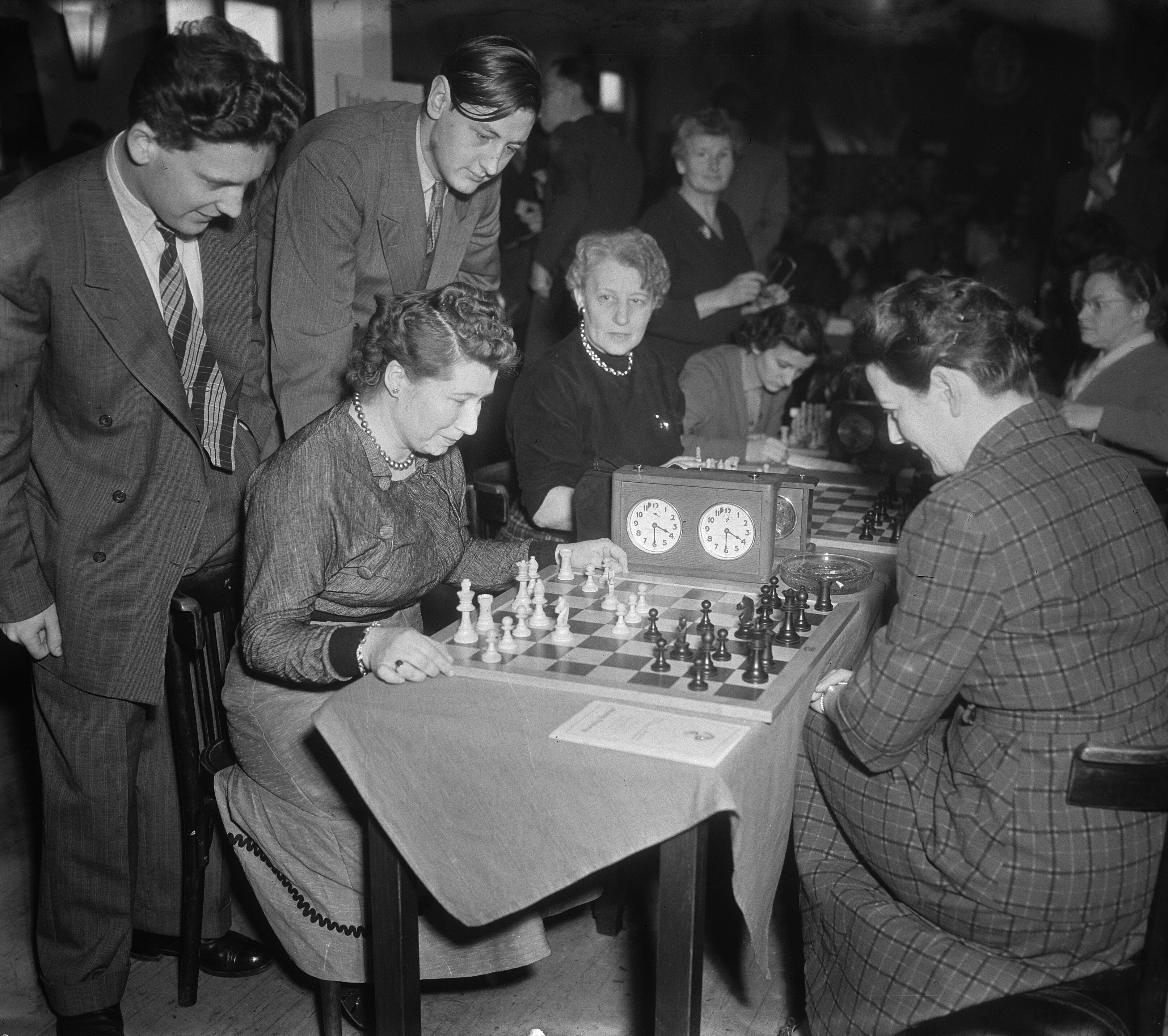
Hoogovenschaaktoernooi 1953. Fenny Heemskerk (links) speelt een partij met Rowena Bruce. Hans Bouwmeester (links) en Hein Donner kijken toe.

Heemskerk leerde schaken van haar vader en ze vond er in het begin niets aan. In 1935 vond de tweekamp om het wereldkampioenschap tussen Max Euwe en Aleksandr Aljechin plaats. Ze werd daardoor een enthousiast schaakster: in 1937, 1939, 1946, 1948, 1950, 1952, 1954, 1956, 1958 en 1961 was Fenny Heemskerk schaakkampioene van Nederland. Heemskerk heeft een aantal keren meegespeeld voor het wereldkampioenschap dames. In 1952 werd ze tweede na Jelizaveta Bykova die Ljoedmila Roedenko onttroonde. Ze opende overwegend met de damepion en met zwart speelde ze vaak Caro Kann of een Indische verdediging.
In januari 1940 trouwde ze met de schaakmeester Willem Koomen.
Ook werd Heemskerk in 1985 Ridder in de Orde van Oranje-Nassau, voor haar inspanningen betreffende damesschaak.
Ze leed aan stemmingswisselingen, artsen stelden de diagnose manische depressie. De voorgeschreven medicatie negeerde ze soms; ze werd enige malen opgenomen. Door haar ziekte miste ze diverse toernooien. In een kranteninterview uit 1971 zei ze: "...Ik hoop dat ik weer tot schaken kom, maar soms geloof ik er niet in...", maar zei tevens: "...Maar mijn plaats voor de zonewedstrijd in Spanje en de damesolympiade in Duitsland blijft toch wel voor mij open?...".
Nadat ze haar titel kwijtraakte aan Ingrid Tuk, werd ze in plaats van speelster steeds meer een pleitbezorger van de schaaksport. Ze gaf schaakles aan vrouwen, simultaans en ze was vaak aanwezig als eregast bij vrouwentoernooien.
Weliswaar was ze op gevorderde leeftijd te zwak geworden voor de top, maar bleef tot haar tachtigste levensjaar actief op toernooien en de interne competitie van haar schaakclub in Amersfoort. Verder was ze een regelmatig deelneemster aan het Hoogovenstoernooi.
In 1963 won ze het toernooi in het Italiaanse Imperia. De eerste vrouwelijke minister van Nederland, Marga Klompé, was daar toevallig ook aanwezig. Op verzoek van de toernooiorganisatie overhandigde zij Heemskerk de eerste prijs.